# یوژف ورتشی
یوژف ورتشی (مجاری: Vértesy József; ۱۹ فوریهٔ ۱۹۰۱ – ۲۱ دسامبر ۱۹۸۳) بازیکن واترپلو اهل مجارستان بود.